# Bron (TV-serie)
Bron, dansk titel Broen, är en svensk-dansk kriminalserie som började sändas på Sveriges Television den 21 september 2011.
Hans Rosenfeldt har skrivit manus efter en idé i samarbete med Måns Mårlind och Björn Stein. Sofia Helin och Kim Bodnia spelade huvudrollerna i de två första säsongerna, och i den tredje och fjärde hade Sofia Helin fortsatt huvudroll. Manuset är sålt till 190 länder. Serien sändes under fyra säsonger, varav den sista sändes i början av 2018. Sista avsnittet sändes söndagen den 18 februari 2018. Signaturmelodi är "Hollow Talk" med Choir of Young Believers.
Serien har vunnit flera priser, bland annat: Prix Europa för bästa TV-serie (2012), det danska filmpriset Robert för bästa manliga huvudroll, bästa kvinnliga huvudroll och bästa kvinnliga biroll (2014) samt bästa kriminaldrama vid kanadensiska Banff Rockie Award (2014), och var även nominerad till en Bafta i kategorin bästa utländska serie, men förlorade till den amerikanska serien Girls. Under Kristallen 2014 och 2016 vann serien kategorin Årets TV-drama och Sofia Helin fick ta emot priset Årets kvinnliga skådespelare i en TV-produktion för sin roll som Saga även under 2014. Första säsongen är såld till 160 länder. Den ligger i oktober 2017 på plats 126 på IMDb:s lista över de högst betygsatta TV-serierna med minst 5000 betyg.

## Första säsongen
Första säsongen visades år 2011 i SVT och hade i snitt 900 000 tittare per avsnitt.

### Handling
Poliserna Saga Norén - med ett tydligt präglat avvikande socialt beteende - och Martin Rohde utreder en seriemördare efter att ett lik dumpats mitt på Öresundsbron, precis på gränsen mellan Sverige och Danmark. Morden antyds ha sociala och politiska motiv, och visar sig ingå i en lika sofistikerad som djävulsk hämnd.

### Rollista i urval
- Sofia Helin – Saga Norén
- Kim Bodnia – Martin Rohde
- Dag Malmberg – Hans Petterson, Sagas chef
- Christian Hillborg – Daniel Ferbé, journalist
- Kristian Lima de Faria - Åke, Daniels kollega
- Yaba Holst - Carina, Daniels chef
- Magnus Krepper – Stefan Lindberg, socialarbetare
- Maria Sundbom - Sonja Lindberg, Stefan Lindbergs syster
- Lennart R. Svensson - Per Arne, skådespelare
- Puk Scharbau – Mette Rohde, Martins fru
- Emil Birk Hartman – August Rohde, Martins son
- Rafael Pettersson – John Lundqvist, IT-expert, Sagas kollega
- Anette Lindbäck – Gry, Sagas kollega
- Said Legue – Navid, Sagas kollega
- Kristina Brändén Whitaker – Anne, Sagas kollega
- Sarah Boberg – Lillian Larsen, Martins chef
- Martin Norén – Lasse Jönsson
- Ellen Hillingsø - Charlotte Söring
- Fanny Ketter - Anja Björk
- Ole Boisen - Henning Tholstrup, Martins kollega
- Dulfi Al-Jabouri - Saif
- Magnus Schmitz - Anton
- Lars Simonsen - Jens Hansen, Martins fd kollega
- Henrik Friberg – Polis

### Tittarsiffror
| Avsnitt | Danmark                 | Danmark                      | Sverige                  | Sverige               |
| Avsnitt | Första sändningen (DR1) | Officiell TNS Gallup-mätning | Första sändningen (SVT1) | Officiell MMS-mätning |
| ------- | ----------------------- | ---------------------------- | ------------------------ | --------------------- |
| 1       | 2011-09-28              | 984 000                      | 2011-09-21               | 1 030 000             |
| 2       | 2011-10-05              | 788 000                      | 2011-09-28               | 970 000               |
| 3       | 2011-10-12              | 769 000                      | 2011-10-05               | 787 000               |
| 4       | 2011-10-19              | 668 000                      | 2011-10-12               | 865 000               |
| 5       | 2011-10-26              | 738 000                      | 2011-10-19               | 925 000               |
| 6       | 2011-11-02              | 716 000                      | 2011-10-26               | 915 000               |
| 7       | 2011-11-09              | 739 000                      | 2011-11-02               | 834 000               |
| 8       | 2011-11-16              | 730 000                      | 2011-11-09               | 880 000               |
| 9       | 2011-11-23              | 892 000                      | 2011-11-16               | 945 000               |
| 10      | 2011-11-23              | 892 000                      | 2011-11-23               | 935 000               |

## Andra säsongen
En andra säsong började sändas den 22 september 2013. Även säsong två är skapad av Hans Rosenfeldt, och huvudregissör är Henrik Georgsson. Säsong två producerades precis som första säsongen av Sveriges Television i samarbete med DR. Serien hade i genomsnitt 1,2 miljoner tittare per avsnitt.

### Handling
Ett lastfartyg på väg genom Öresund skär plötsligt ur kurs och styr i riktningen mot Öresundsbron. Sjöfartsövervakningen i Malmö anropar fartyget men får inget svar. Uppe på den tomma bryggan ekar operatörens anrop. Ombord hittas fem ungdomar som smittats med aggressiv lungpest. Detta blir början på en dramatisk brottsvåg som tvingar den svenska och danska polisen att återigen samarbeta och Saga Norén får anledning att söka upp sin kollega Martin Rohde. Tillsammans måste de riskera allt för att avvärja hotet.

### Rollista i urval
- Sofia Helin – Saga Norén
- Kim Bodnia – Martin Rohde
- Dag Malmberg – Hans Petterson, Sagas chef
- Sarah Boberg – Lillian Larsen, Martins chef
- Rafael Pettersson – John Lundqvist, IT expert, Sagas kollega
- Puk Scharbau – Mette Rohde, Martins fru
- Andreas Ahlm - Linus Svensson
- Henrik Lundström - Rasmus Larsson, Sagas kollega
- Vickie Bak Laursen - Pernille Lindegaard, Martins kollega
- Lars Simonsen - Jens Hansen
- Julia Ragnarsson - Laura Möllberg
- Daniel Adolfsson – Jacob Sandberg
- Lotte Munk – Caroline Brandstrup, huvudorganisatör vid EU miljötoppmöte i Köpenhamn
- Johan Hedenberg – Axel Möllberg
- Lotte Andersen – Bodil Brandstrup, Carolines syster
- Tova Magnusson – Viktoria Nordgren, ägare av Medisonus
- Elliot Metzdorff – Nikolaj Rohde
- Sven Ahlström – Oliver Nordgren, Victorias bror
- Camilla Bendix – Gertrud Kofoed, huvudforskare vid Medisonus, Olivers fru
- Özlem Saglanmak – Dharma
- Julie Wright – Anna-Dea
- Peter Christoffersen – Julian Madsen, ägare av Copenhagen IT Consulting
- Danica Curcic – Beate
- Gabriel Flores Jair – Obducent/patolog
- Fredrik Hiller – Marcus Stenberg, skeppsredare
- Morten Lützhøft – Alexander
- Michael Moritzen – Niels
- Dar Salim – Peter Thaulow
- Alexander Öhrstrand – Niklas
- Claes Bang – Claudio (Claus Damgaard)
- Stephanie Leon – Mathilde
- Jakob Oftebro – Mads
- Ronja Svedmark – Kattis
- Simon Åhlander – Albin
- André Andersson – Måns
- Mikhail Belinson – Ramon
- Kenneth Milldoff – Sven
- Birte Heribertson – Evelyn
- Henrik Friberg – Polis

### Tittarsiffror
| Avsnitt | Sverige                  | Sverige               |
| Avsnitt | Första sändningen (SVT1) | Officiell MMS-mätning |
| ------- | ------------------------ | --------------------- |
| 1       | 2013-09-22               | 1 287 000             |
| 2       | 2013-09-29               | 1 264 000             |
| 3       | 2013-10-06               | 1 105 000             |
| 4       | 2013-10-13               | 1 343 000             |
| 5       | 2013-10-20               | 1 283 000             |
| 6       | 2013-10-27               | 1 259 000             |
| 7       | 2013-11-03               | 1 359 000             |
| 8       | 2013-11-10               | 1 219 000             |
| 9       | 2013-11-17               | 1 282 000             |
| 10      | 2013-11-24               | 1 430 000             |

## Tredje säsongen
Inför den andra säsongens slut i november 2013 meddelade manusförfattaren Hans Rosenfeldt att arbetet med en tredje säsong var igång. Detta trots att varken Sveriges Television eller Danmarks Radio ännu beslutat om att producera en ytterligare säsong. Först den 5 juni 2014 meddelade Sveriges Television att en tredje säsong skulle produceras, med start i september samma år och med premiär hösten 2015. I den tredje säsongen återvände Sofia Helin i huvudrollen som poliskommissarien Saga Norén, men Noréns danska poliskollega Martin Rohde (spelad av Kim Bodnia) medverkade inte alls. Istället fick Norén nya kollegor. Anledningen till att Kim Bodnia inte medverkade i tredje säsongen var att han inte gillade hur hans karaktär (Martin Rohde) skulle komma att utvecklas. På grund av detta fick manuset skrivas om något. Henrik Georgsson fortsatte att vara konceptuerande regissör medan Rumle Hammerich blev avsnittsregissör. Manus skrevs av Hans Rosenfeldt, Camilla Ahlgren, Nikolaj Scherfig, Erik Ahrnbom och Astrid Øye.

### Rollista i urval
- Sofia Helin – Saga Norén
- Thure Lindhardt – Henrik Sabroe
- Dag Malmberg – Hans Petterson, Sagas chef
- Sarah Boberg – Lillian Larsen, Henriks chef
- Maria Kulle – Linn Björkman, Sagas chef
- Kirsten Olesen – Hanne Thomsen, Henriks kollega
- Rafael Pettersson – John Lundqvist, IT expert, Sagas kollega
- Ann Petrén – Marie-Louise Norén, Sagas mamma
- Katrine Greis-Rosenthal - Alice Sabroe, Henriks fru
- Anton Lundqvist – Rikard
- Olaf Johannessen - Lars Andersen, affärsman i Köpenhamn, Lise Andersens man
- Sonja Richter – Lise Friis Andersen, politiskt aktiv vloggare
- Asbjørn Krogh Nissen – Morten Anker
- Boris Glibusic – Aleksander Dover
- Björn Granath - Kjell Grankvist
- Nicolas Bro – Freddie Holst, affärsman och konstsamlare i Köpenhamn
- Sarah-Sofie Boussnina – Jeanette
- Michael Slebsager – Marc
- Christopher Læssø – Lukas
- Peter Hald – Thomas
- Louise Peterhoff – Annika Melander
- Reuben Sallmander – Claes Sandberg, self-help guru, Freddie Holsts fd affärspartner
- Anna Björk – Åsa
- Katrine Greis-Rosenthal – Alice
- Melinda Kinnaman – Anna
- Ida Engvoll – Tina
- Henrik Lundström – Rasmus
- Marall Nasiri – Natalie
- Henrik Söderlind – Benjamin
- Besir Zeciri – Mehmet
- Joakim Gräns – Håkan
- Sandra Stojiljkovic – Samira
- Rasmus Hammerich – Colbert
- Adam Pålsson – Emil Larsson, guide vid konstgalleri
- Gabriel Flores Jair – Obducent
- Gunnel Fred – Karin
- Malte Frid-Nielsen – museivakt

### Tittarsiffror
| Avsnitt | Sverige                  | Sverige               |
| Avsnitt | Första sändningen (SVT1) | Officiell MMS-mätning |
| ------- | ------------------------ | --------------------- |
| 1       | 2015-09-27               | 1 489 000             |
| 2       | 2015-10-04               | 1 471 000             |
| 3       | 2015-10-11               | 1 271 000             |
| 4       | 2015-10-18               | 1 634 000             |
| 5       | 2015-10-25               | 1 545 000             |
| 6       | 2015-11-01               | 1 549 000             |
| 7       | 2015-11-08               | 1 650 000             |
| 8       | 2015-11-15               | 1 502 000             |
| 9       | 2015-11-22               | 1 490 000             |
| 10      | 2015-11-29               | 1 506 000             |

## Fjärde säsongen
Bron säsong fyra hade premiär den 1 januari 2018 och spelades in med start i november 2016. Det är den sista säsongen av serien.

### Rollista i urval
- Sofia Helin – Saga Norén
- Thure Lindhardt – Henrik Sabroe
- Maria Kulle – Linn Björkman, Sagas chef
- Sarah Boberg – Lillian Larsen, Henriks chef
- Rafael Pettersson – John Lundqvist, IT expert, Sagas kollega
- Mikael Birkkjær – Jonas
- Julie Carlsen – Barbara
- Anders Mossling – Frank
- Fanny Leander Bornedal – Julia
- Iris Mealor Olsen – Ida
- Pontus T Pagler – Richard & Patrik
- Erik Lönngren – Christoffer
- Alexander Behrang Keshtkar – Taariq Shirazi
- Lisa Linnertorp – Sofie
- Leonard Terfelt – William
- Thomas W. Gabrielsson – Niels
- Michalis Koutsogiannakis – Theo
- Selma Modéer Wiking – Astrid
- Jesper Hyldegaard – Silas Tuxen
- Alva Ingvarsson – Leonora
- Sandra Sencindiver – Susanne
- Elliot Crosset Hove – Kevin
- Gabriel Flores Jair – Obducent
- Lena Strömdahl – Harriet
- Michael Asmussen – Klaus
- Nicolai Dahl Hamilton – Restaurangchef
- Rigitze Estrup – Lise
- Stina Nordberg – Elin
- Adam Pålsson – Emil
- Smilla Bak – Henriks dotter (i dennes drömmar)
- Holly Bjarke – Henriks dotter (i dennes drömmar)
- Johannes Lindkvist – Body double Patrik & Richard
- Johannes Bah Kuhnke – Morgan Sonning
- Patricia Schumann – Nicole
- Paw Henriksen – Tommy
- Ina-Miriam Rosenbaum – Solveig
- Kola Krauze - Mark
- Lars Ranthe - Dan Brolund
- Isidor Torkar - Fängelsedirektör

## Stil och teman
Regissörer och manusförfattare till TV-serien arbetade med olika sammanhållande teman för de olika säsongerna. Säsong 1 hade svek, säsong 2 bekräftelse, säsong 3 ansvar och den avslutande säsong 4 identitet som bärande tema.

## Nyinspelning
En amerikansk nyinspelning av serien med handlingen förlagd till gränsen mellan USA och Mexiko hade premiär i juni 2013. Den heter The Bridge och bland skådespelarna märks Diane Kruger, Demián Bichir, Annabeth Gish, Ted Levine och Duane Whitaker.
En fransk-brittisk version av TV-serien med namnet The Tunnel, där det första liket påträffas i Kanaltunneln mellan England och Frankrike, hade premiär i oktober 2013. I denna version spelas motsvarigheten till Kim Bodnias karaktär av den engelske skådespelaren Stephen Dillane och Sofia Helins av franska Clémence Poésy.
En rysk-estnisk version av TV-serien med namnet Мост.
En malaysisk-singaporeansk version av TV-serien med namnet The Bridge.
En tysk-österrikisk version av TV-serien med namnet Der Pass.
En grekisk-turkisk version av TV-serien med namnet I Gefyra.